# Route départementale 102 (Haïti)
Pour les articles homonymes, voir Route départementale 102.
La route départementale 102, ou RD 102, est une route départementale d'Haïti, reliant Les Gonaïves à Môle Saint-Nicolas.

## Présentation
La route départementale 102 commence à Les Gonaïves à son intersection avec la route Nationale 1 puis elle traverse Anse-Rouge et se dirige vers le nord-ouest sur la Route Gonaïves-Anse-Rouge le long de la côte. 
La RD 102 traverse la rivière Bouvard et la rivière Froide puis le village de Coridon. 
Elle traverse ensuite la rivière Colombier juste au sud du Parc-Melon puis traverse la Ravine Mahotière pour entrer dans le quartier L'Arbre de l'Anse-Rouge.
L'autoroute traverse la partie sud de la ville en passant par les marais le long de la côte. 
Plus loin, elle traverse le centre-ville d'Anse-Rouge, où elle croise la route communale 100-K et la route communale 102-A qui dessert l'aéroport d'Anse-Rouge.

## Tracé
- Les Gonaïves
- Anse-Rouge
- Baie-de-Henne
- Môle Saint-Nicolas